# Methylcyclopentaan
Methylcyclopentaan is een organische verbinding met als brutoformule C6H12. De stof komt voor als een vluchtige kleurloze vloeistof met een aromatische geur. Ze is niet oplosbaar in water en licht ontvlambaar. De molecule bestaat uit een cyclopentaanring verbonden met een methylgroep. Methylcyclopentaan komt voor in aardolie.

## Toepassingen
Methylcyclopentaan is een isomeer van cyclohexaan, en het kan in cyclohexaan omgezet worden via een gekatalyseerde isomerisatiereactie (de omgekeerde reactie is ook mogelijk). Het kan ook omgezet worden in benzeen. Cyclohexaan is een belangrijke industriële grondstof onder meer voor de productie van kunstvezels (nylon).
Methylcyclopentaan kan omgezet worden in methylcyclopenteen door dehydrogenering over een platinahoudende katalysator. Methylcyclopenteen wordt gebruikt bij de synthese van bepaalde insecticiden en polymeren.

## Toxicologie en veiligheid
Methylcyclopentaan is een zeer licht ontvlambare vloeistof. De damp kan met lucht een explosief mengsel vormen. De stof is irriterend voor de huid en schadelijk voor de gezondheid. Bij inademing van dampen kan longoedeem optreden. In hoge concentraties werkt de damp van methylcyclopentaan narcotisch.